# Gerd Mosbach
Gerd Mosbach (* 17. Februar 1963 in Köln) ist ein deutscher Maler.

## Leben
Mosbach studierte in Köln, Florenz, Mailand und Madrid. Mit 39 Jahren trat er in die Katholische Kirche ein und widmet sich in seinem künstlerischen Schaffen seitdem vor allem religiösen Themen.
Mosbach lebt und arbeitet in der Nähe von Köln. Er hat einen Sohn.

## Werk
Schwerpunkt seiner Arbeit sind die Porträtmalerei und die Auseinandersetzung mit Physiognomie, Gestik und Rollenverhalten.
Namhafte Werke sind Porträts des Johannes Paul II. in den Privatgemächern des Apostolischen Palastes, des Joachim Kardinal Meisner im Erzbischöflichen Haus und im Priesterseminar in Köln. In der Basilika St. Aposteln in Köln befindet sich im nördlichen Seitenschiff das großformatige Gemälde Die Apostel, in St. Pantaleon (Köln) in der Sakristei sein Bildnis des Monsignore Peter von Steinitz.